# Spectrohéliographe

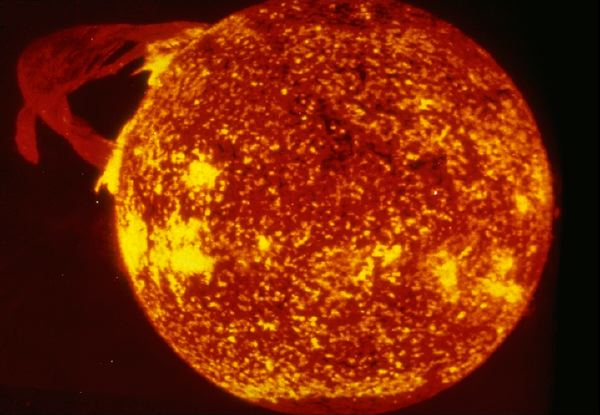
Éruption solaire photographiée dans le spectre de l’hélium ionisé, à l'aide du spectrohéliographe ultraviolet du Naval Research Laboratory.

Un spectrohéliographe est un instrument astronomique permettant d’obtenir des images monochromatiques du Soleil, c’est-à-dire dans une longueur d'onde déterminée (relative à un élément chimique tel que l’hydrogène, le calcium, etc.).

## Historique

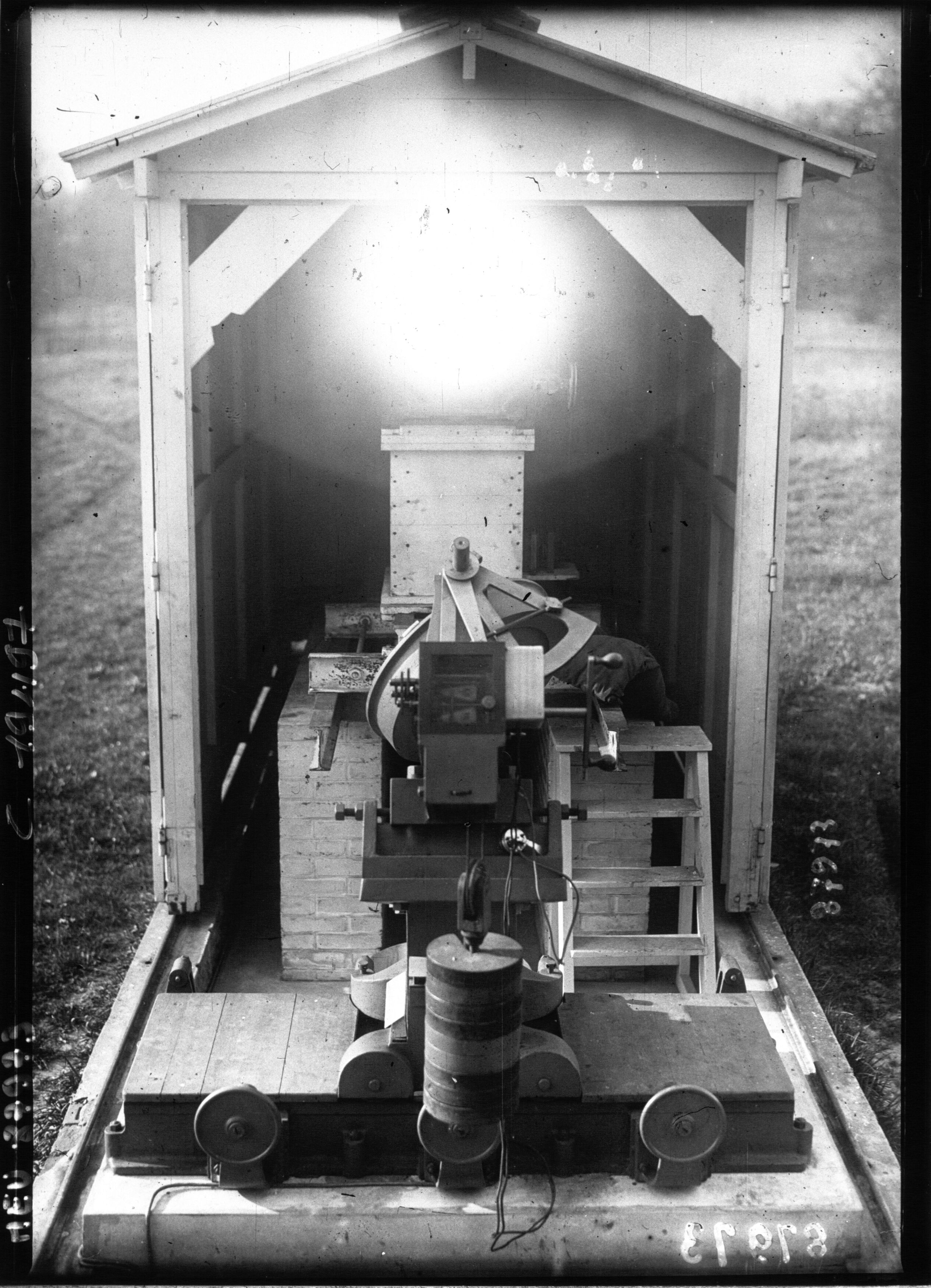
Spectrohéliographe de l'Observatoire de Meudon (1921).

C'est en août 1868 que Jules Janssen a observé avec succès les protubérances en dehors d’une éclipse en utilisant un spectroscope centré sur la raie Hα dont la fente large était pointée sur le limbe solaire.
Dans la foulée de ce succès, dans les années 1880-1890, George Hale, Henri Deslandres et John Evershed mettront au point indépendamment le spectrohélioscope (visuel) et le spectrohéliographe (photographique).

## Principe optique
Son principe optique est le suivant : lorsque la fente d’entrée du spectroscope balaye lentement l’image du Soleil donnée par l’objectif de sa lunette, une image complète du soleil est formée sur la plaque ou le capteur photographique que l’on fait défiler à la vitesse convenable derrière une seconde fente placée au foyer de la lentille imageante du spectrographe.[pas clair]

## Voir également
- Coronographe